# La Sommette
La Sommette is een gemeente in het Franse departement Doubs (regio Bourgogne-Franche-Comté) en telt 157 inwoners (2005). De plaats maakt deel uit van het arrondissement Pontarlier.

## Geografie
De oppervlakte van La Sommette bedraagt 7,5 km², de bevolkingsdichtheid is 20,9 inwoners per km².
De onderstaande kaart toont de ligging van La Sommette met de belangrijkste infrastructuur en aangrenzende gemeenten.

## Demografie
Onderstaande figuur toont het verloop van het inwonertal (bron: INSEE-tellingen).